# Brachymeles taylori
Espèce
Synonymes
- Brachymeles gracilis taylori Brown, 1956
- Brachymeles boulengeri taylori Brown, 1956

Brachymeles taylori est une espèce de sauriens de la famille des Scincidae.

## Répartition
Cette espèce est endémique des Philippines. Elle se rencontre sur les îles de Negros, de Cebu, d'Inampulugan, de Panay, de Ponson (ceb), de Poro, de Pan de Azúcar, de Danjugan et de Siquijor.

## Étymologie
Cette espèce est nommée en l'honneur d'Edward Harrison Taylor.

## Publication originale
- Brown, 1956 : A revision of the genus Brachymeles (Scincidae), with descriptions of new species and subspecies. Breviora, vol. 54, p. 1-19 (texte intégral).